# Абано (Казбегский муниципалитет)
Абано (груз. აბანო; осет. Абана) — селение на левом берегу реки Терек в Трусовском ущелье. Находится в Казбегском муниципалитете Грузии.

## История
«Абана» в переводе означает «тёплый источник». До 1944 года в этом ауле насчитывалось 20 дворов Гудиевых, Сапиевых, Бизиковых, Цаболовых и Караевых. Из архитектурных памятников Абана особо следует выделить башни Бизиковых, братьев Гудиевых и святилище Мады Майрам.

## Архитектура
О башне Гудиевых рассказывают следующее предание. Как-то в давние времена двое братьев Гудиевых решили жить раздельно. Один построил башню. Другой, позавидовав, также решил выстроить башню и заявил брату: «Я должен построить башню выше, шире, крепче и красивее твоей. Сверху буду смотреть на тебя и бросать к тебе во двор камни». Однако, не достроив башню, умер. Интересно, что в недостроенной башне на двух камнях у основания отчётливо видны трещины. По преданию, камни треснули от горя, когда умер хозяин башни. Вскоре после этих событий Гудиевы переселились в Окрокана Кобинского ущелья.
В южной части Абана отмечены остатки башни Бизиковых, сложенной из массивных каменных блоков. Обращает на себя внимание грубая, но мощная кладка стен. Судя по кладке, башня Бизиковых — самая древняя в Абана. По свидетельству местных жителей, в праздничные дни у стен машига совершались торжественные молебны.

## Святилища
Святилище Мады Майрам находится на скале на левом берегу Терека. Оно представляет собой четырёхугольную в плане постройку, сложенную насухо из различного размера плит из сланца и песчаника. В нескольких местах в стенах высечены кресты, сделаны ниши для жертвоприношений. Сюда приводили невест на второй день после свадьбы. Дважды в год — в дни Майрæмы куазæн и Джеоргуыба — здесь отмечали праздник. Торжественные застолья имели смысловую нагрузку: люди как бы поручали детей заботам святилища.